# Prisão Mamertina
A Prisão Mamertina (em latim: Carcere Mamertino) — ou Tuliano (em latim: Tullianum) — era uma prisão localizada no Fórum Romano na Roma antiga. Ela estava localizada no lado nordeste do monte Capitolino, de frente para a Cúria Hostília e os fóruns de Nerva, Vespasiano e de Augusto.  A igreja de San Giuseppe dei Falegnami hoje está acima da prisão mamertina.

## Nome
As origens do nome da prisão são incertas. A derivação tradicional de Tertuliano (Tertullianum) é do nome de um dos reis de Roma, Túlio Hostílio ou Sérvio Túlio (este último encontrado em Lívio, Marco Terêncio Varrão e também Salústio). Há uma teoria alternativa de que o nome seria uma forma latina arcaica túlio (tullius; "jato de água", em referência à cisterna). O nome "Mamertina" é medieval na sua origem e pode ser uma referência ao templo de Marte nas redondezas ("Mamers" era o nome do deus na língua osca), ou à lenda de que São Pedro, que tradicionalmente se acredita ter sido preso aqui antes de seu martírio: ela conta que os santos Martiniano e Processo, supostamente os guardas da prisão, foram convertidos e batizados por Pedro antes de serem eles também martirizados.

## História

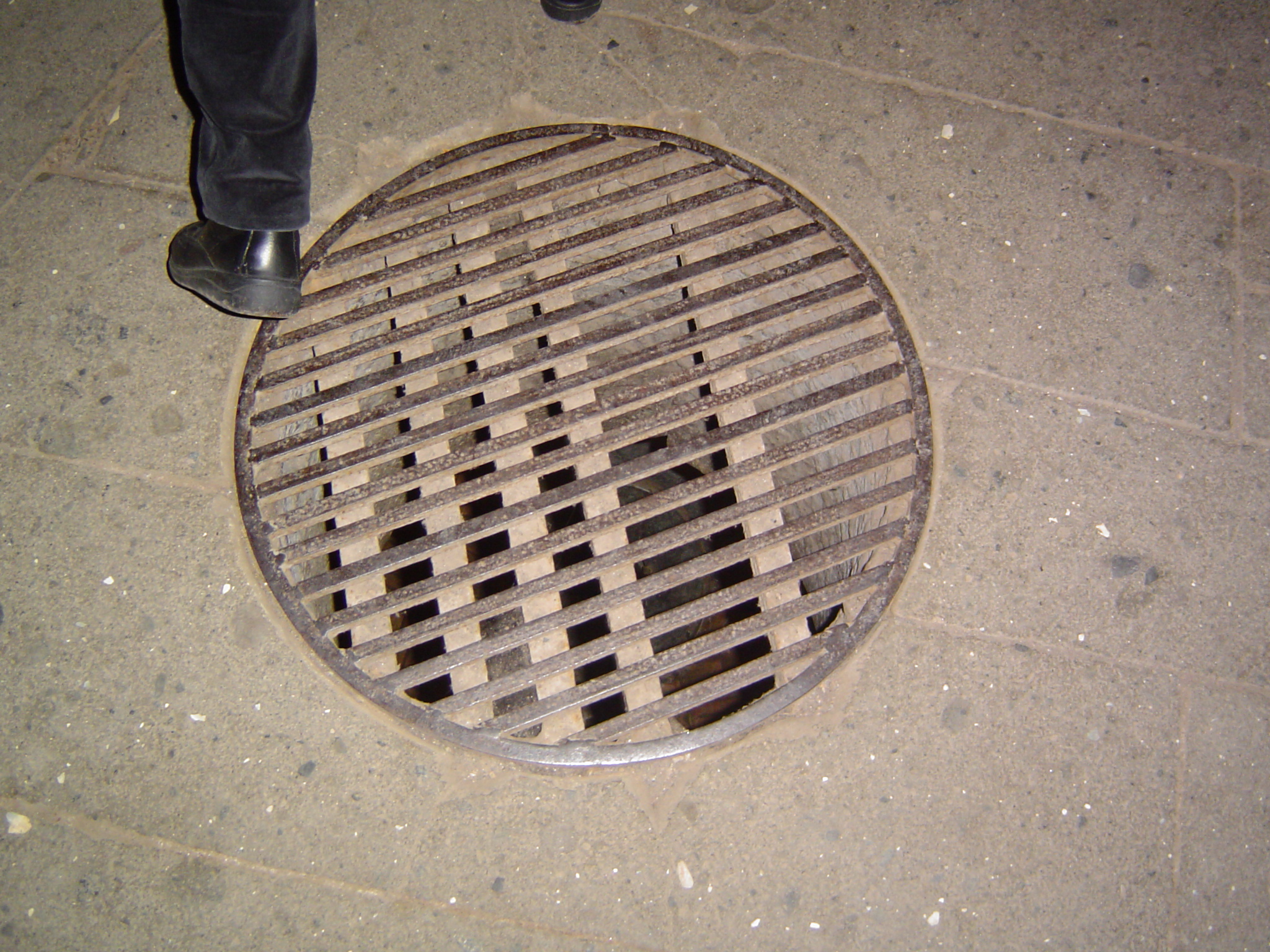
esquerdathumb

A prisão foi construída por volta de 640 a.C.–616 a.C. pelo rei de Roma Anco Márcio. Ela foi originalmente criada como uma cisterna para uma fonte no chão do segundo nível abaixo do solo (há duas, a mais baixa que era onde os prisioneiros eram mantidos depois de serem baixados até ali por um buraco no chão do piso superior), mas em tempo, uma passagem entre o ralo da cisterna e a Cloaca Máxima foi construída, alegadamente para dispensar os corpos dos mortos ali.
Tipicamente, apenas prisioneiros de alto status eram mantidos na prisão, geralmente comandantes estrangeiros como Jugurta que eram derrotados e se tornavam peças centrais nas procissões triunfais romanas. Eles permaneciam encarcerados ali até serem desfilados e estrangulados em público, exceto se tivessem a sorte de morrer por causas naturais antes (A lei romana não reconhecia a prisão em si como punição). A prisão foi usada em 63 a.C. para aprisionar os membros da Segunda Conspiração de Catilina, incluindo Públio Cornélio Lêntulo Sura, imediatamente antes de suas execuções no suposto plano para derrubar a República Romana. O líder gaulês Vercingetórix ficou ali por cinco anos até ser ali executado — por estrangulamento — em 46 a.C.
Não se sabe quando a prisão deixou de ser utilizada permanentemente, mas o lugar foi utilizado pelos cristãos desde os tempos medievais e é atualmente ocupado por duas igrejas superpostas:San Giuseppe dei Falegnami (acima) e San Pietro in Carcere (abaixo). A cruz no altar da capela inferior está invertida em homenagem à tradição de que São Pedro teria sido crucificado numa cruz invertida.